# Борота, Виктор Степанович
Виктор Степанович Борота́ (укр. Віктор Степанович Борота; 1 августа 1936 — 6 мая 2022) — советский и украинский спортсмен и тренер — мастер спорта СССР (1963), заслуженный тренер УССР (1976) и СССР (1980); заслуженный работник физической культуры и спорта Украины.
В. С. Борота также являлся писателем и поэтом на русском и урумском языках. Был членом Союза писателей СССР, являлся членом Союзов писателей и журналистов Украины.

## Биография
Родился 1 августа 1936 года в селе Старогнатовка, имел греческие корни.
Окончил факультет физического воспитания Крымского педагогического института (ныне Таврическая академия Крымского федерального университета имени В. И. Вернадского) в 1965 году. Начал работать тренером в родном селе, где создал секцию борьбы, в которой воспитались чемпионы СССР и мира. Самый титулованный из его учеников Илья Мате — олимпийский чемпион, Заслуженный мастер спорта СССР, о котором Виктор Борота говорил:

В спортивном плане он был многогранен в технике, и, как говорят, голова у него была очень светлая, а в человеческом — он никогда не подводит друзей, надежен, до сих пор дружит только с теми, с кем рос. Это — важное качество.

После тренерской деятельности Виктор Степанович занялся литературной — пишет стихи и прозу. Является автором поэтических книг — «Непреклонность», «Созвездие скал», «От Прометеева огня», «Комли дерев», «Судьба», «Аббатство камней», «В плену цикад» и прозаических произведений — «Галаман грядущий», «Гордиев узел», «Восшествие на Олимп».
С 1996 года находился на пенсии. В 2006 году В. С. Бороте, как выдающемуся деятелю физической культуры и спорта, была назначена государственная стипендия Президента Украины. В 2011 году ему была назначена стипендия Кабинета министров Украины. Награждён медалями. Проживал в Донецке.
После продолжительной болезни, на 86-м году жизни скончался 6 мая 2022 года в Киеве.